# Toutlemonde
Toutlemonde är en kommun i departementet Maine-et-Loire i regionen Pays de la Loire i nordvästra Frankrike. Kommunen ligger i kantonen Cholet 2e Canton som tillhör arrondissementet Cholet. År 2022 hade Toutlemonde 1 316 invånare.

## Befolkningsutveckling
Antalet invånare i kommunen Toutlemonde
| Referens: INSEE |